# Patrik Polc
Patrik Polc (* 26. März 1985 in Krupina, Tschechoslowakei) ist ein slowakisch-rumänischer Eishockeytorwart, der seit 2016 erneut beim ASC Corona 2010 Brașov in der Ersten Liga unter Vertrag steht.

## Karriere

### Club
Patrik Polc begann seine Karriere beim HKm Zvolen, für den er zunächst im Nachwuchsbereich spielte. In der Spielzeit 2004/05 gewann er mit der zweiten Herrenmannschaft des Klubs die 1. Liga, die zweithöchste Spielklasse der Slowakei. In dieser Saison kam er auch zu seinem Debüt in der ersten Mannschaft in der Extraliga. Anschließend wechselte er zum HK Vojvodina Novi Sad in die serbische Eishockeyliga. Nach nur einem Jahr kehrte er aber nach Zvolen zurück, wo er nun zum Kader der Extraliga-Mannschaft gehörte, aber einen Großteil der Saison beim Zweitligisten HC 07 Detva verbrachte. 2007 verließ er die Slowakei erneut und spielte zwei Jahre für den HC Csíkszereda in der multinationalen MOL Liga, die er mit dem Klub 2009 gewinnen konnte. Als dieser sich trotz des Erfolges aus finanziellen Gründen auflöste, schloss Polc sich dem HK Spišská Nová Ves aus der slowakischen Extraliga an, musste mit dem Klub aber am Saisonende den Abstieg hinnehmen und wechselte zum ASC Corona 2010 Brașov, für den er seither mit Ausnahme der Spielzeit 2015/16, als er noch einmal ein Jahr für den HC 07 Detva auflief, spielt. Für die Kronstädter spielt er überwiegend in der MOL Liga, wird aber teilweise auch in den Playoffs der rumänischen Eishockeyliga eingesetzt und trug so 2014 zum ersten rumänischen Meistertitel des Klubs bei, nachdem er in der Vorsaison zum besten Torwart und in das All-Star-Team der MOL Liga gewählt worden war. 2020, 2021, 2023, 2024 und 2025 erreichte er die beste Fangquote und 2020, 2022, 2023, 2024 und 2025 den geringsten Gegentorschnitt der rumänischen Eishockeyliga. 2023 und 2024 wurde er mit dem CSM Corona Brașov erneut rumänischer Meister. 2024 gewann er mit dem Klub die inzwischen Erste Liga genannte frühere MOL Liga.

### International
International wurde Polc in der rumänischen Nationalmannschaft bei der Weltmeisterschaft 2018, als er gemeinsam mit dem Ukrainer Sergei Gaidutschenko die drittbeste Fangquote des Turniers nach dem Esten Villem-Henrik Koitmaa und dem Litauer Mantas Armalis erreichte, 2019, als er mit der zweitbesten Fangquote und dem zweitbesten Gegentorschnitt jeweils nach seinem Landsmann Zoltán Tőke auch zum besten Torwart des Turniers gewählt wurde, 2022 und 2023, als er zum besten Spieler seiner Mannschaft gewählt wurde, in der Division I eingesetzt. Zudem vertrat er seine Farben bei der Olympiaqualifikation für die Winterspiele in Peking 2022.

## Erfolge und Auszeichnungen
- 2005 Gewinn der slowakischen 1. Liga mit dem HKm Zvolen
- 2009 Gewinn der MOL Liga mit dem HC Csíkszereda
- 2013 Bester Torwart und All-Star-Team der MOL Liga
- 2014 Rumänischer Meister mit dem ASC Corona 2010 Brașov
- 2020 Beste Fangquote und geringster Gegentorschnitt der Rumänischen Eishockeyliga
- 2021 Beste Fangquote der Rumänischen Eishockeyliga
- 2022 Geringster Gegentorschnitt der Rumänischen Eishockeyliga
- 2023 Rumänischer Meister mit dem CSM Corona Brașov
- 2023 Beste Fangquote und geringster Gegentorschnitt der Rumänischen Eishockeyliga
- 2024 Gewinn der Ersten Liga mit dem CSM Corona Brașov
- 2024 Rumänischer Meister mit dem CSM Corona Brașov
- 2024 Beste Fangquote und geringster Gegentorschnitt der Rumänischen Eishockeyliga
- 2025 Beste Fangquote und geringster Gegentorschnitt der Rumänischen Eishockeyliga

### International
- 2019 Aufstieg in die Division I, Gruppe A bei der Weltmeisterschaft der Division I, Gruppe B
- 2019 Bester Torhüter der Weltmeisterschaft der Division I, Gruppe B